# Eulithis obscura
Eulithis obscura är en fjärilsart som beskrevs av Brettschneider 1927. Eulithis obscura ingår i släktet Eulithis och familjen mätare. Inga underarter finns listade i Catalogue of Life.